# راوزس پوینت، نیویورک
راوزس پوینت (به انگلیسی: Rouses Point) یک روستا در ایالات متحده آمریکا است که در شهرستان کلینتون، نیویورک واقع شده‌است. راوزس پوینت ۶٫۴ کیلومتر مربع مساحت و ۲٬۲۰۹ نفر جمعیت دارد و ۳۴ متر بالاتر از سطح دریا واقع شده‌است.